# Pedro Macía
Pedro Macía (Madrid, 19 de febrer de 1944 - íd., 14 d'abril de 2012) va ser un periodista espanyol.
Va estudiar Dret, Radiodifusió i Periodisme. Els seus inicis en el món del periodisme van ser a través de la ràdio, concretament Radio Juventud (1961), des d'on va passar a Radio Nacional de España.
Va ingressar a Televisió Espanyola el 1963, prestant la seva veu per a reportatges emesos al Telediario. A partir d'aquest moment, va desfilar per nombrosos programes de la cadena al llarg de la dècada de 1960: En antena (1963), Punto de vista (1964), Fin de semana (1965-1966), Revista para la mujer (1967), Por tierra, mar y aire (1968), Noches de Europa (1968), Un pueblo para Europa (1970), Investigación en marcha (1970)...
A partir de 1971 es va apartar temporalment del món de la comunicació i es va dedicar a les relacions públiques en diferents empreses. El 1973 va tornar a TVE i es va posar al capdavant del Telediario, en el qual roman durant l'etapa de la Transició, fins a 1980. Durant la primera legislatura democràtica, el 1979 no va voler donar una notícia imposada per TVE sobre una vaga de RENFE que ell suposava falsa, per la qual cosa va ser destituït i destinat a Canàries. En 1981 després de presentar durant un mes l'informatiu Crònica 3, se'l va designar director del Centre Regional d'RTVE en Canàries, on roman fins a 1983.
Després de dirigir el programa informatiu Siete días i l'espai cultural Un país de Sagitario va posar en marxa el programa Punto de encuentro (1985-1987), que s'emetia no només en Espanya sinó en tots els països de parla hispana.
El 1976 se li va concedir el Premi Ondas (Nacionals de Televisió).
Es autor del llibre Televisión Hora Cero, Madrid, Erisa, 1981.
Va morir a causa d'un càncer.